# 眼肉芽
眼肉芽，臺灣網路紅人、YouTuber。2019年擔任眼球中央電視台女主播，並在2023年5月頻道確定關台後，加入百靈果團隊擔任工作人員，並於同年底離開百靈果，投入經營個人YouTube頻道。

## 經歷
她因個人影片中的主播扮相而在網路上被陳子見及其團隊所發掘，後於2019年10月加入眼球中央電視台，並以「半屏山髮型」為其造型特色，引起網民關注。她的編輯功底及表演才能得到部份製片公司所青睞，甚至獲邀參與電影製作、出演公益活動宣傳片、協助書評推薦、以及參與服裝義賣等活動。

## 影劇作品
- 2023年《小藍》飾 國文老師
- 2024年《鬼才之道》飾 秋霜姐（名鬼會客室主持人）
- 2025年《搜查瑠公圳》飾 阿霞姐
- 2025年《哈！真相大白了》飾 小白隊員
- 2025年《零日攻擊》飾 AMY

## 外部連結
- 眼肉芽的Facebook專頁
- 眼肉芽的Instagram帳戶
- 眼肉芽的YouTube頻道 （页面存档备份，存于）
- 眼肉芽在互联网电影资料库（IMDb）上的資料（英文）